# Белопоясничный шама-дрозд
Белопоясничный шама-дрозд (лат. Copsychus malabaricus) — небольшая птица семейства мухоловковых. Обитает в местах с густой растительностью на Индийском субконтиненте и Юго-Восточной Азии. Их содержание в клетках в качестве певчих птиц привело к тому, что их начали переселять на новые территории.
Раньше белопоясничного шама-дрозда относили к семейству Дроздовых.

## Описание

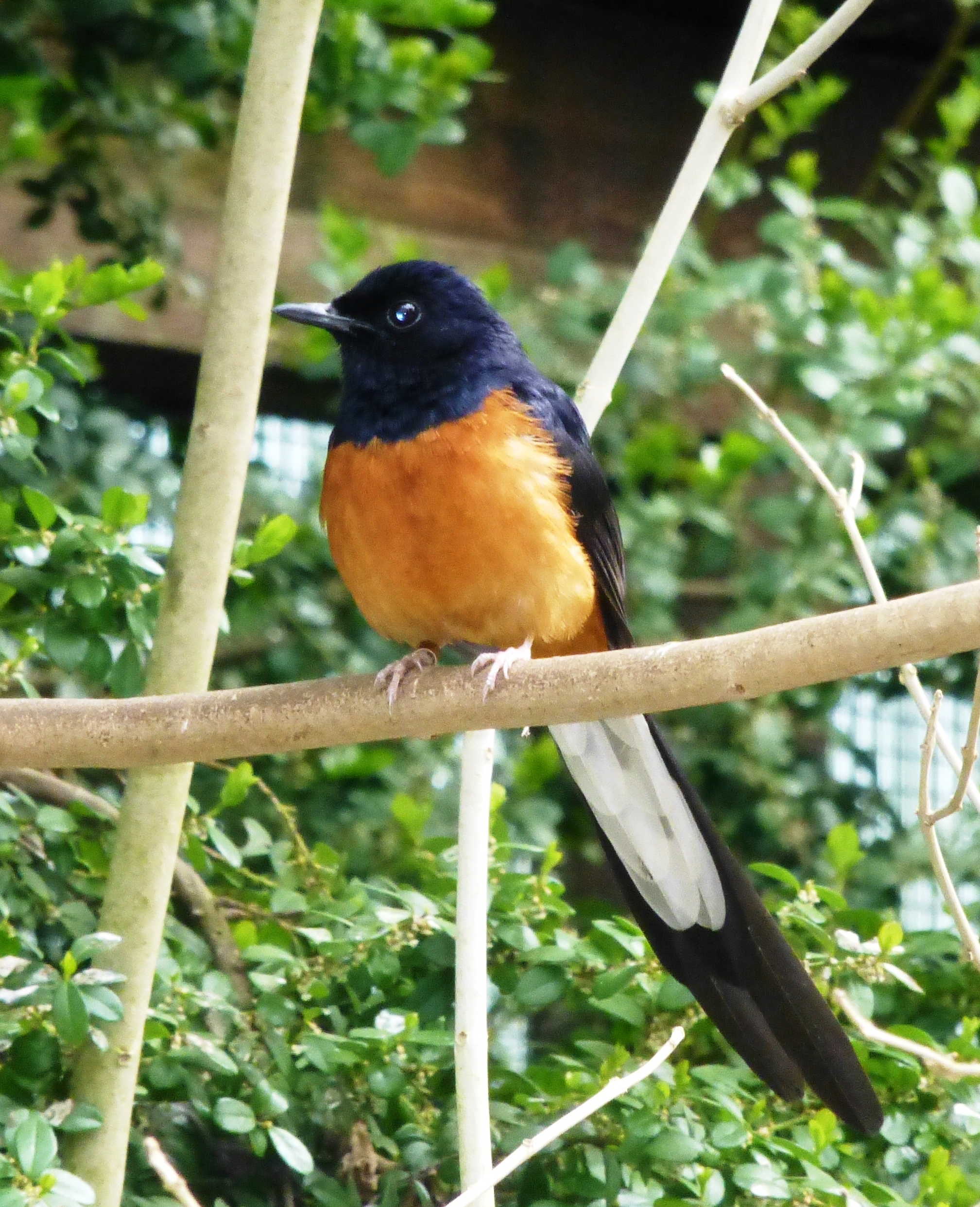
Самец в Парке дикой природы имени Даррелла

Белопоясничные шама-дрозды обычно весят 28—34 г, а в длину они около 23—28 см. Оперение самцов чёрное глянцевое, каштановое на животе, и белое на внешней стороне хвоста. Самки более серые и, как правило меньше самцов. У обоих полов чёрный клюв и розовые лапы. Подобно оперению самок, У молодых особей оперение серо-коричневое, а на груди есть пятна.

### Пение
Пение у птиц этого вида мелодично и разнообразно, поэтому их содержание в клетках в Южной и Юго-Восточной Азии стало популярным. Белопоясничные шама-дрозды поют громко, ясно, воспроизводят множество мелодий, часто подражая другим птицам. Запись пения этого вида птиц была одной из первых, которую когда-либо делали. Её сделал Людвиг Карл Кох в 1889 году в Германии с помощью фонографа Эдисона.

## Распространение и среда обитания
Изначально они обитали в Южной и Юго-Восточной Азии, но в начале 1931 года из Малайзии их перевезли на Гавайский остров Кауаи, а в 1940 — на Оаху.
В Азии их среда обитания — густой подлесок бамбуковых лесов. На Гавайях, они распространены в лесах и на горных хребтах, гнездятся обычно в подлеске, лесах с низкими широколиственными деревьями.